# Serp de collaret
La serp de collaret, marieta o colobra de collar (Natrix natrix) és una espècie de serp de la família dels colúbrids, totalment inofensiva i que molt rarament intenta de mossegar quan hom el captura. És present a Noruega, Suècia, Finlàndia, França (incloent-hi Còrsega), Bèlgica, els Països Baixos, Luxemburg, Alemanya, Polònia, Txèquia, Dinamarca, Àustria, Suïssa, Hongria, Romania, Croàcia, Eslovènia, Bòsnia i Hercegovina, Montenegro, Macedònia del Nord, Sèrbia, Albània, Bulgària, Grècia (incloent-hi Lemnos, Lesbos, Paros, Andíparos, Quios, Samos, Samotràcia i Andros), Turquia, Xipre, Itàlia (incloent-hi l'illa d'Elba), la península Ibèrica, el nord de l'Iran, Síria, la Xina (Xinjiang), el Marroc, Algèria, Tunísia, Rússia, Estònia, Letònia, Lituània, Belarús, Moldàvia, Ucraïna, Armènia, Geòrgia, l'Azerbaidjan, el Kazakhstan, el Turkmenistan i el nord-oest de Mongòlia.

## Morfologia
És un ofidi que, amb cua i tot, sol fer entre 90 i 120 cm, si bé les femelles, que són més grosses que els mascles, poden acostar-se a 160 cm i àdhuc, en casos excepcionals, arribar als dos metres. Els exemplars ibèrics presenten el dors de color verd oliva, amb nombroses i petites taques negres disposades irregularment. El ventre, tret de la regió del coll, és gairebé negre.
Els joves tenen el cap tacat de negre, seguit de dues clapes grogues vorejades també de negre que, en conjunt, formen una espècie de collar. A mesura, però, que la serp d'aigua va creixent, el groc de la nuca desapareix i, de vegades, també el negre, cosa que l'aparta de la forma típica i acosta els exemplars adults a la subespècie Natrix natrix astreptophora, que es caracteritza per la manca de collar. Quant se sent amenaçada expel·leix un líquid molt pudent, que procedeix d'unes glàndules situades a l'anus. A causa d'aquest fet, és anomenada serp pudenta en algunes comarques catalanes. No és rar tampoc que, davant algun perill imminent, faci el mort, cosa que aconsegueix bo i posant-se de panxa enlaire alhora que obre la boca i deixa penjar la llengua.

## Subespècies
- Natrix natrix algirus (Sochurek, 1979)[52]
- Natrix natrix astreptophora (Seoane, 1884).[53][54] Península Ibèrica, sud de França i l'Àfrica del Nord[55][56]
- Natrix natrix calabra (Vanni & Lanza, 1983).[57]
- Natrix natrix cetti (Gene, 1838)[58][55] Itàlia
- Natrix natrix corsa (Hecht, 1930).[59][60] Còrsega[55]
- Natrix natrix cypriaca (Hecht, 1930): Xipre.[61][62][63][64]
- Natrix natrix fusca (Cattaneo, 1990).[65][66]
- Natrix natrix gotlandica (Nilson & Andrén, 1981).[67][68]
- Natrix natrix helvetica (Lacépède, 1789)[69][70][71][72][73] Euràsia i Àfrica del Nord.[55]
- Natrix natrix lanzai (Kramer, 1970).[74][75]
- Natrix natrix natrix (Linnaeus, 1758)[76][77][78]
- Natrix natrix persa (Pallas, 1814): Bulgària, Grècia (Lesbos), Turquia, el nord de l'Iran i Síria.[79][80][81]
- Natrix natrix schweizeri (L. Müller, 1932): Grècia.[82][83]
- Natrix natrix scutata (Pallas, 1771).[84][85][86]
- Natrix natrix sicula (Cuvier, 1829).[87][88][2][89][90][91]

## Ecologia
Viu preferentment en indrets humits i en qualsevol lloc on hi hagi aigua, malgrat que, de vegades, pugui allunyar-se'n considerablement. Es localitza a la terra baixa i a la muntanya mitjana, on esdevé més abundant. Tot i que es pot trobar fora de l'aigua, manté una total dependència del medi aquàtic.
Es nodreix bàsicament d'amfibis (granotes, gripaus, salamandres i tritons), però, a l'aigua, també engoleix peixos, si bé ocasionalment.
És depredada per teixons, guineus, gats domèstics, eriçons i aus rapinyaires.
La reproducció és ovípara. La còpula es realitza a la primavera, o bé a l'agost en terres més fredes. En iniciar-se l'estiu, la femella pon de nou a quaranta ous de color blanc, les mesures dels quals oscil·len entre 21-37 x 11-24 mm. En més d'una ocasió, diverses femelles dipositen els ous en un mateix lloc, on es poden acumular fins a 4.000 ous. La durada de la incubació depèn de les condicions climàtiques i sol durar entre 30 i 75 dies, passats els quals té lloc l'eclosió. Els petits, en néixer, ja són perfectament formats i emprenen una vida totalment independent de llurs progenitors. En arribar els primers freds cau en letargia i no torna a mostrar-se activa fins que arriba el bon temps.

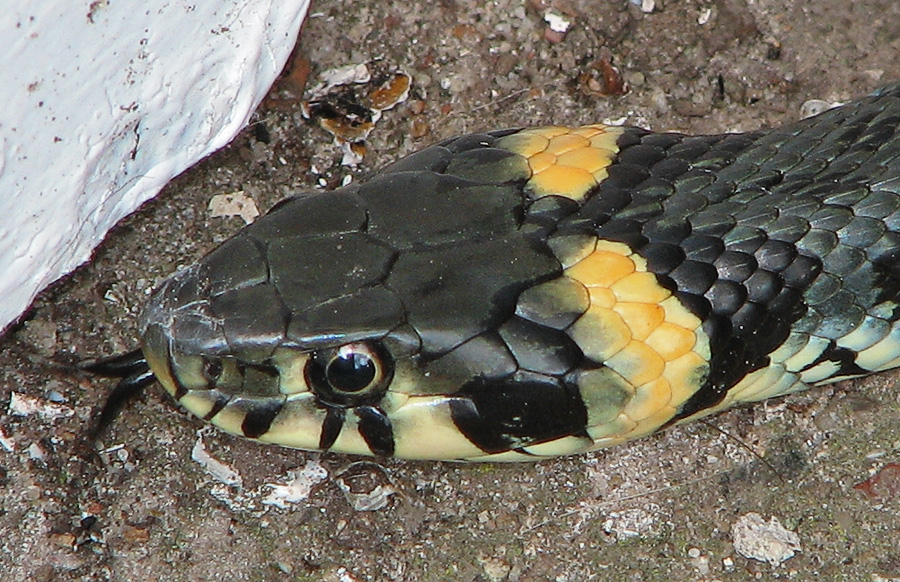
Cap
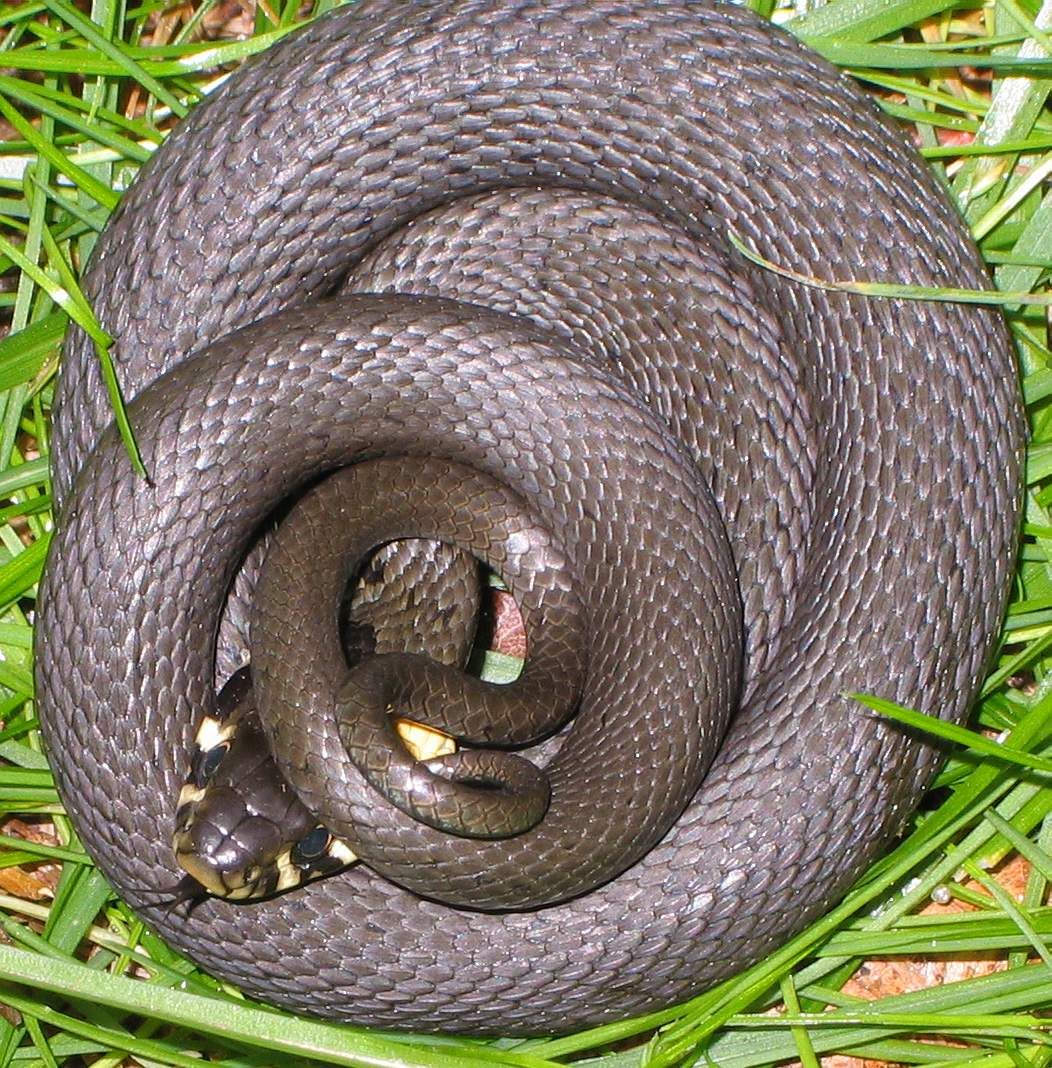
Exemplar fotografiat a Plön (Alemanya)
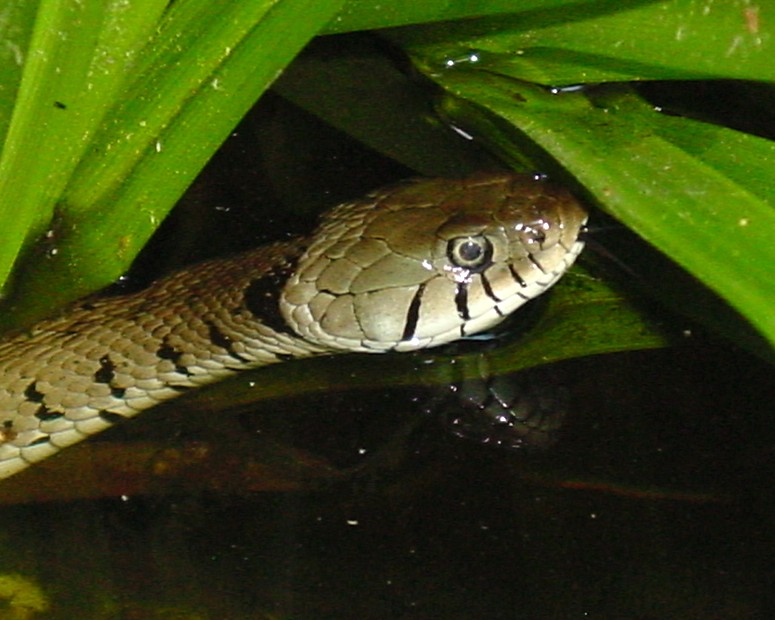
Natrix natrix helvetica
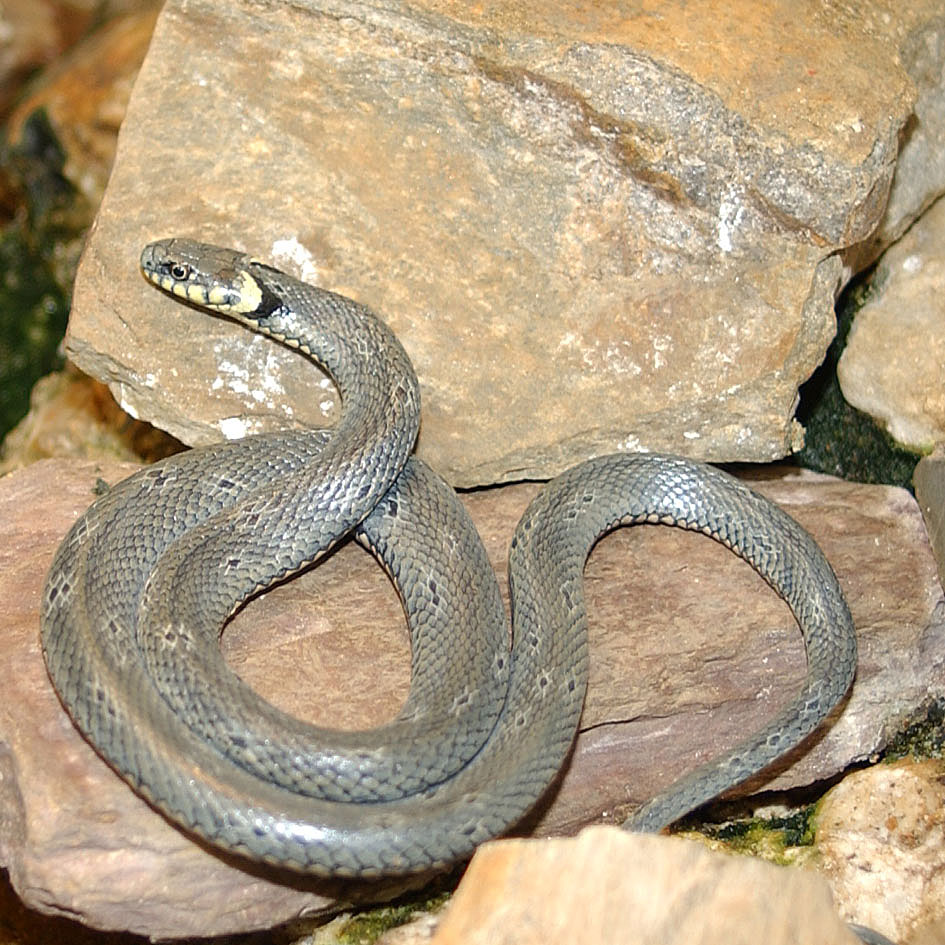
Serp de collaret sobre una roca
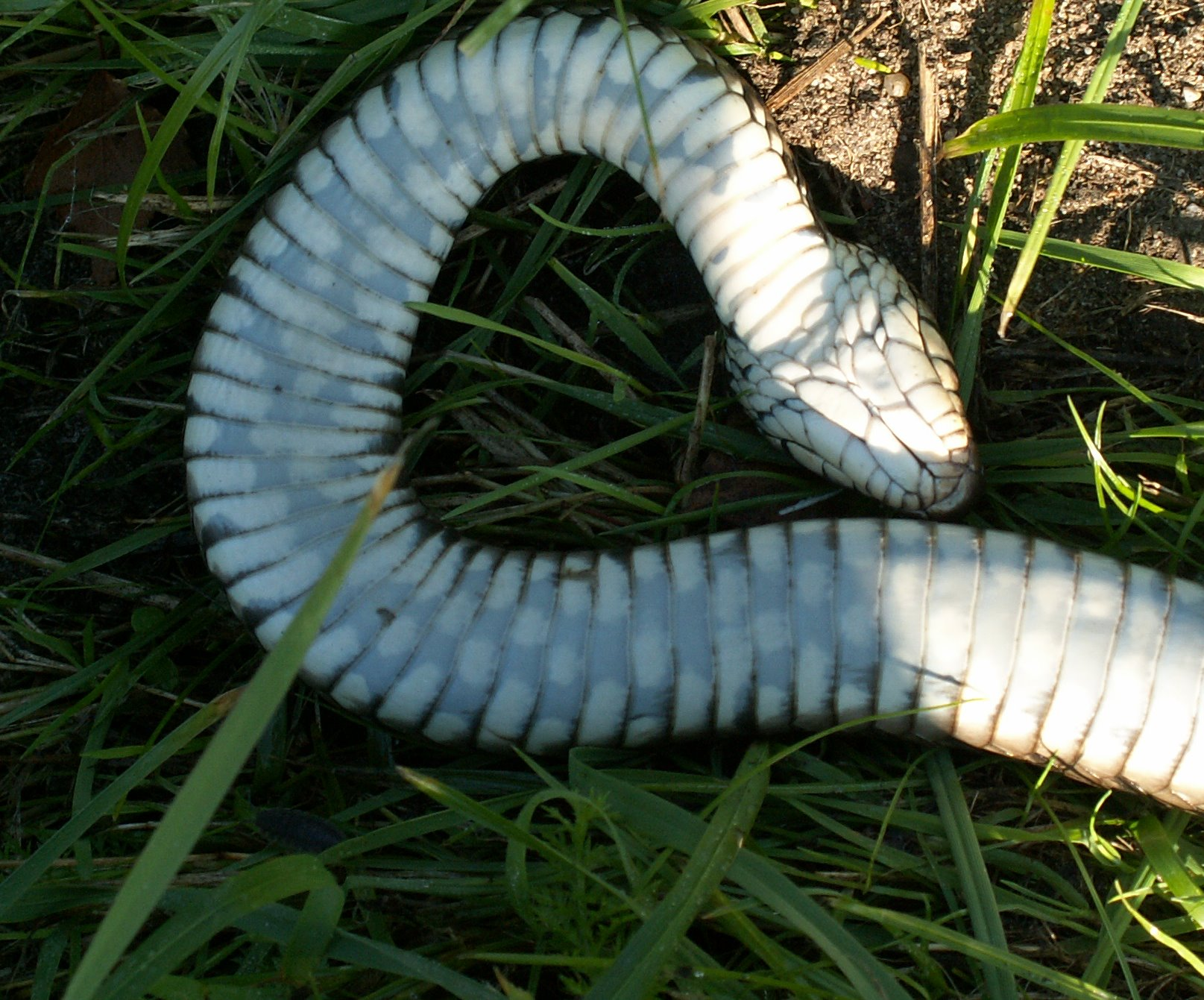
Ventre d'un adult fotografiat als Països Baixos
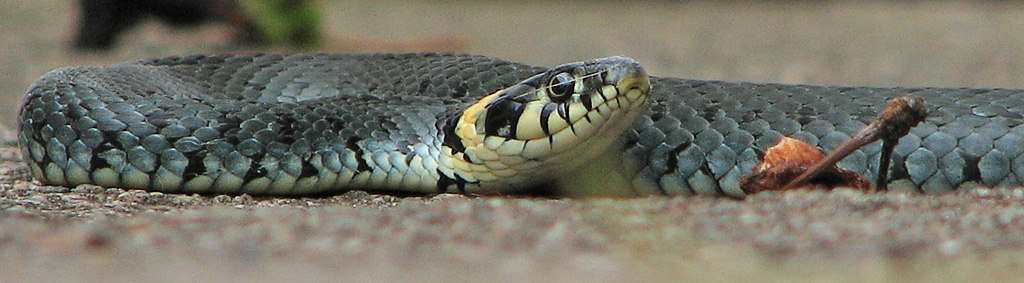
Una serp de collaret, des de la perspectiva d'un ratolí
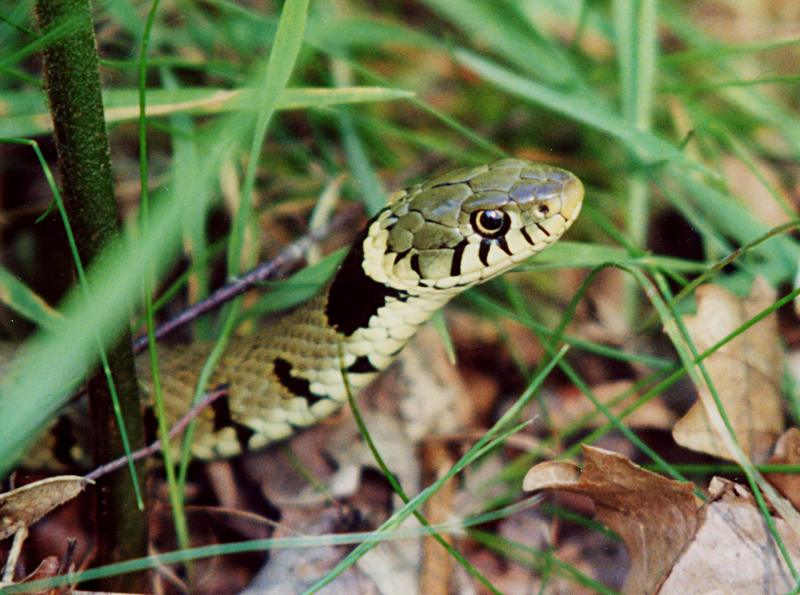
Exemplar d'Yvelines (França)
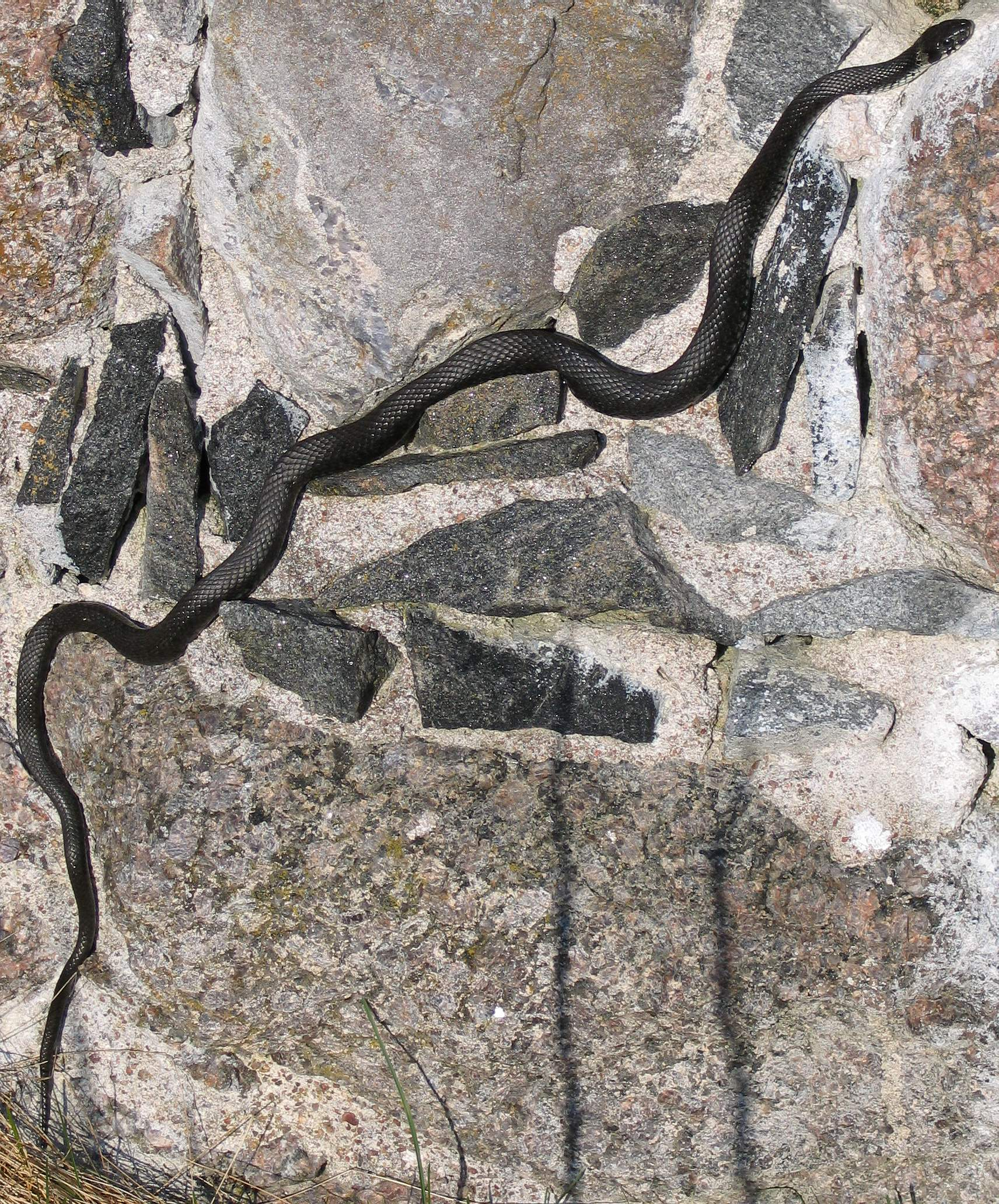
Exemplar fotografiat a Suècia
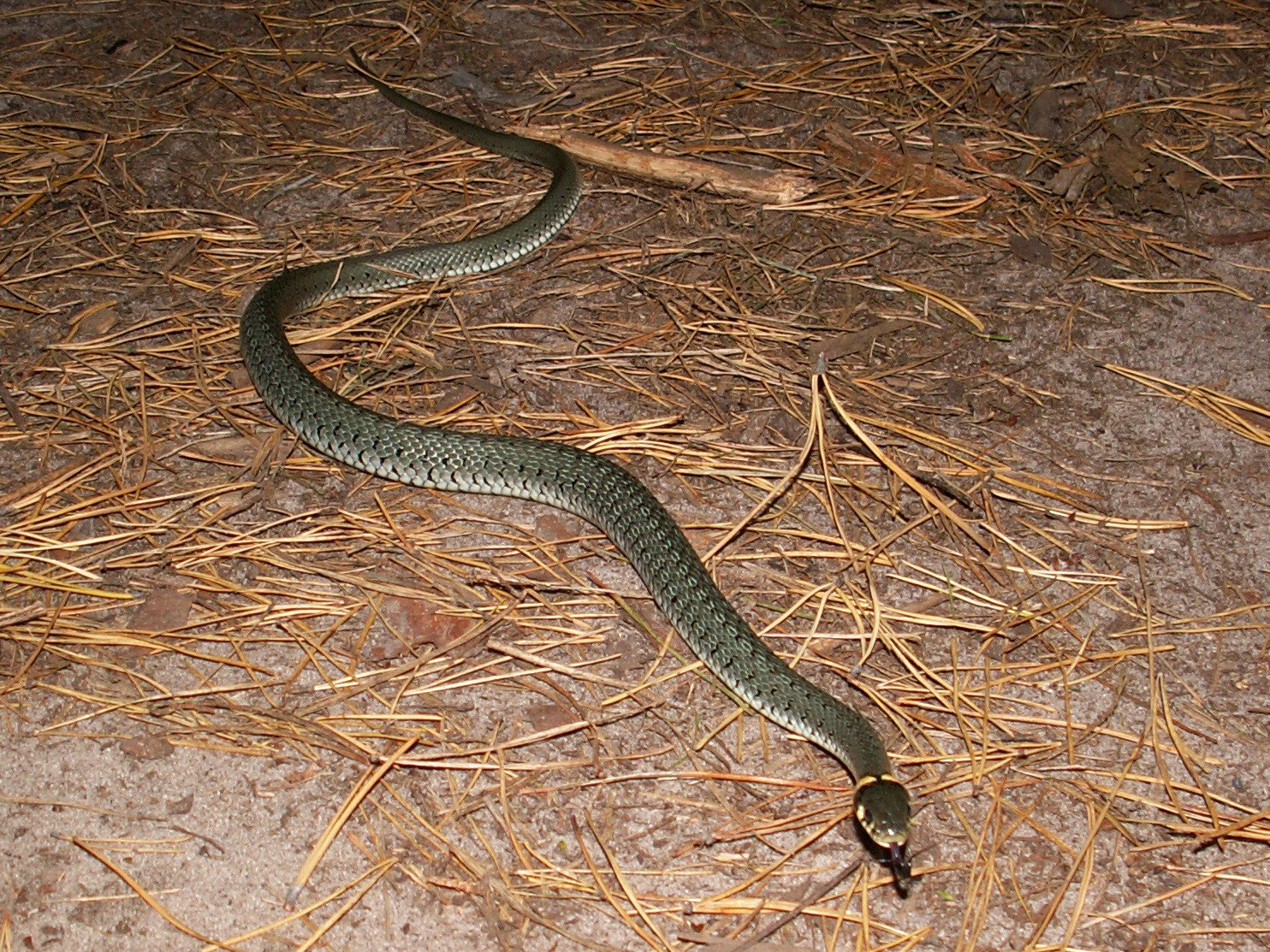
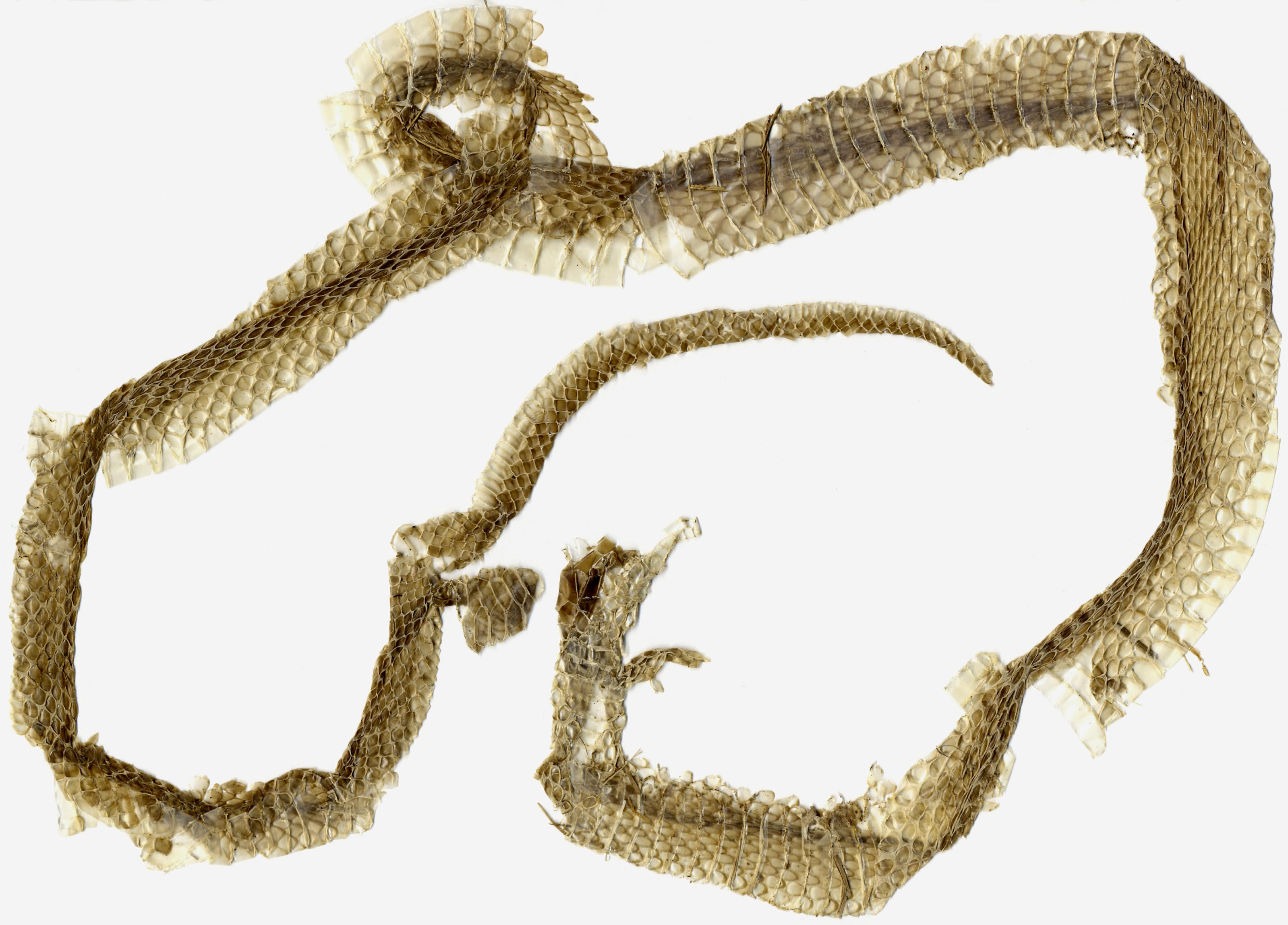
Muda
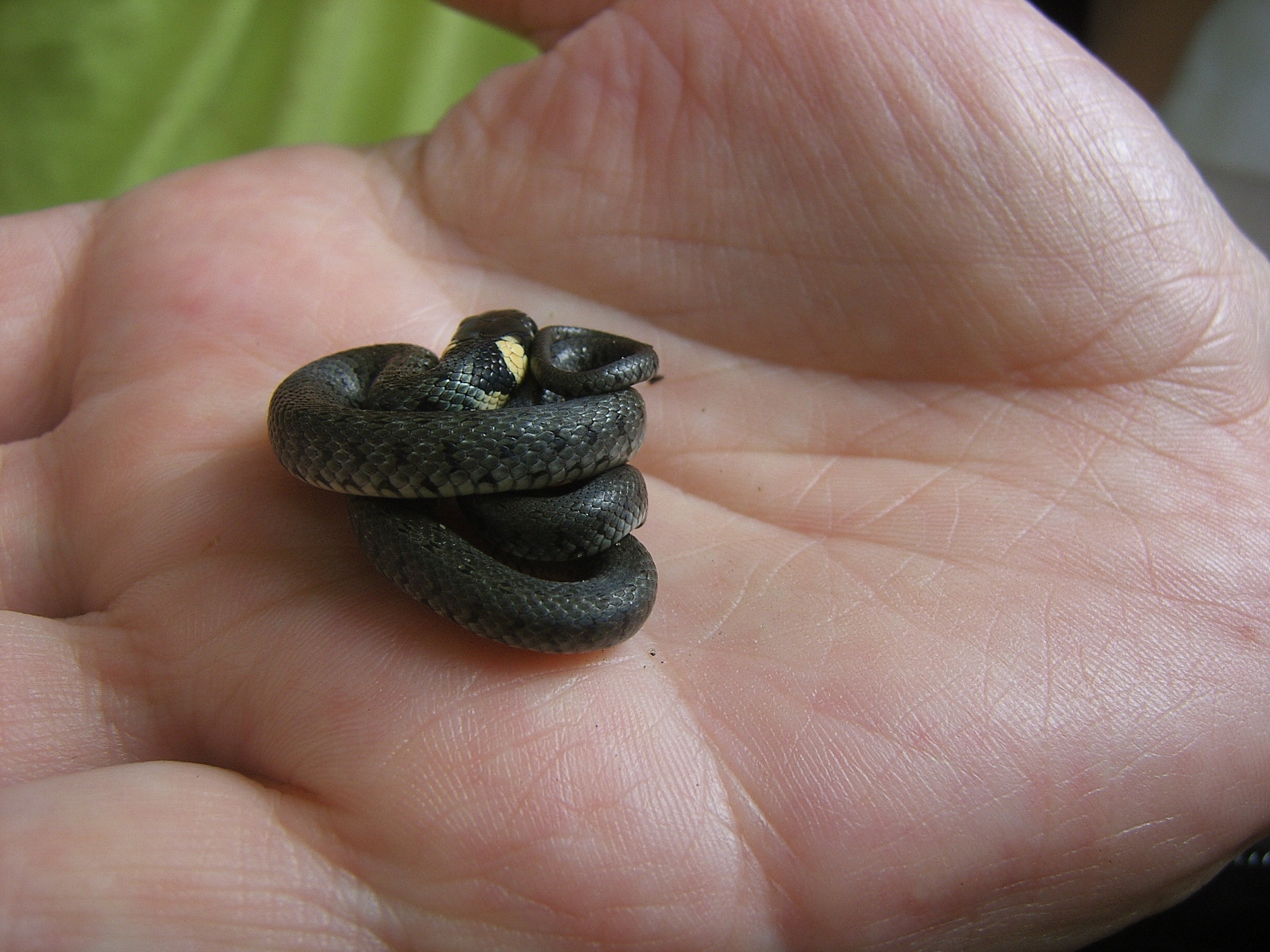
Exemplar immadur trobat a Polònia
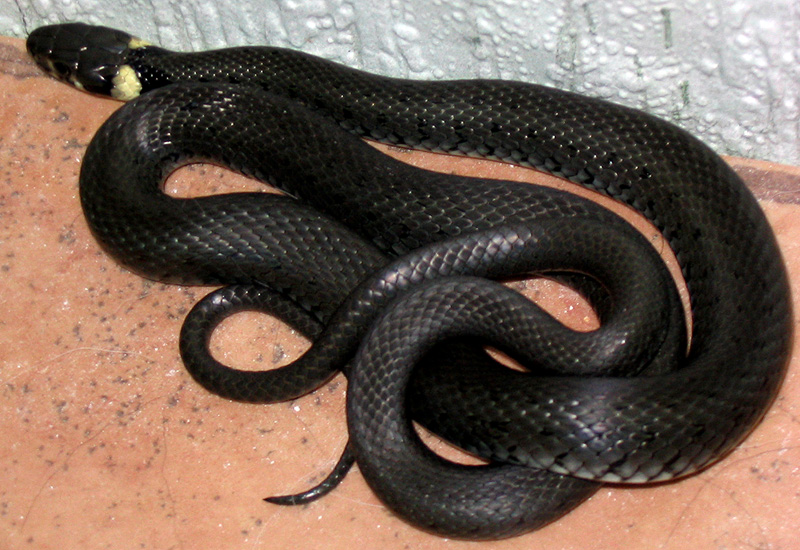
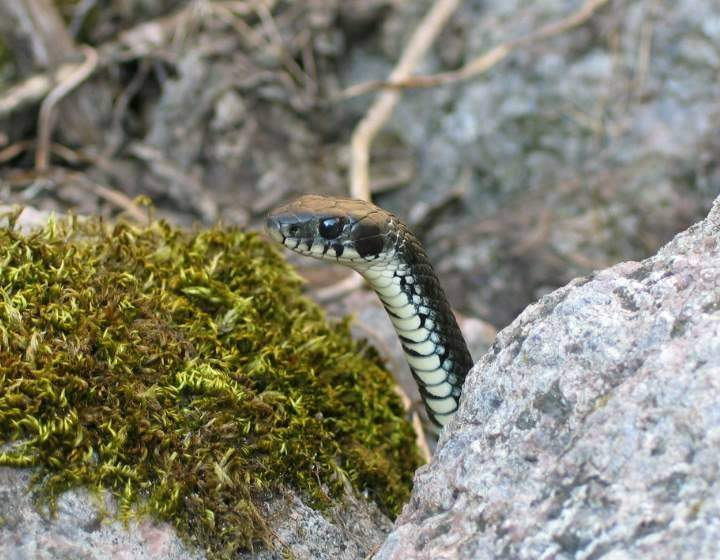
Exemplar de Suècia
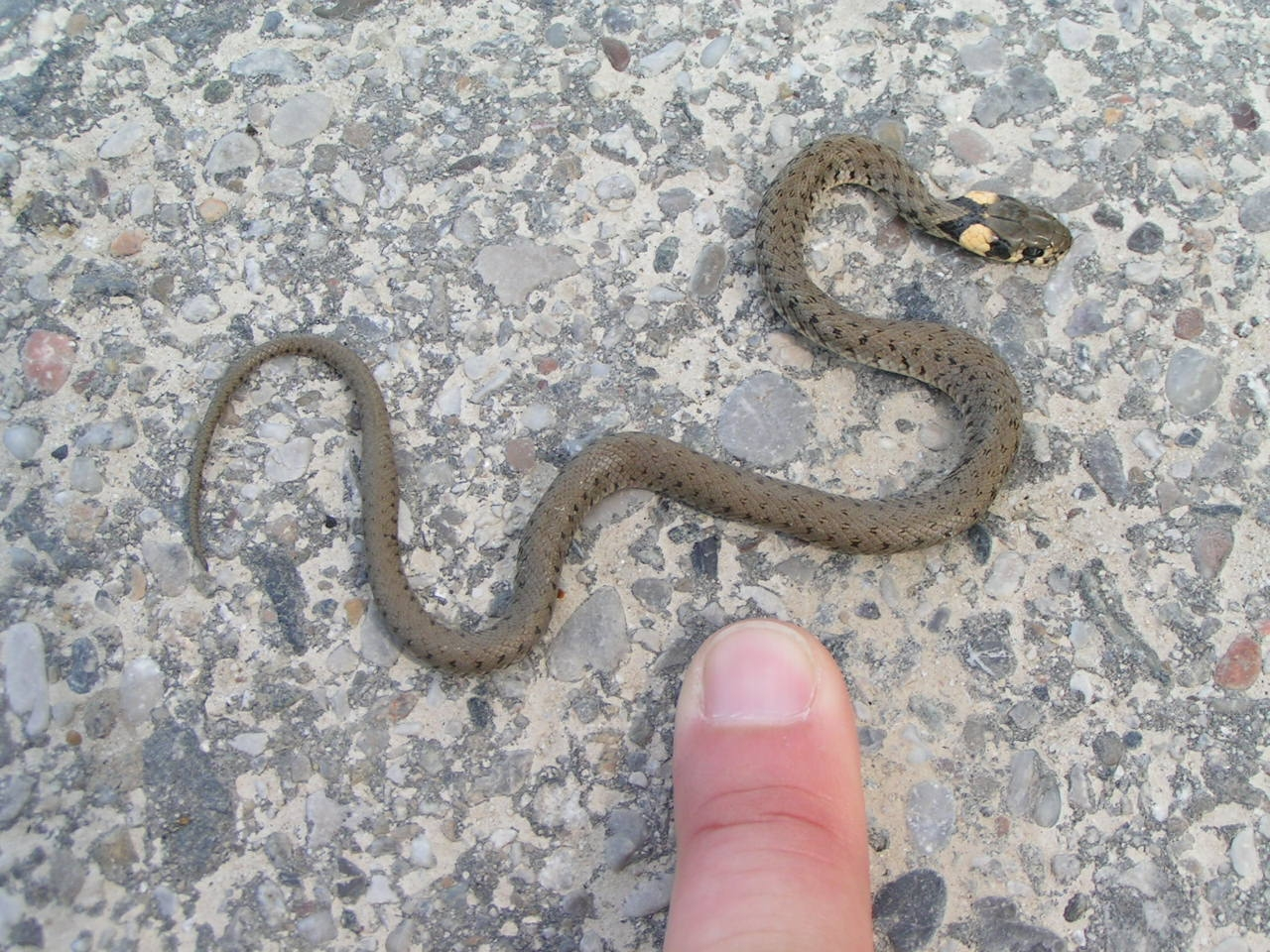
Exemplar d'Àustria
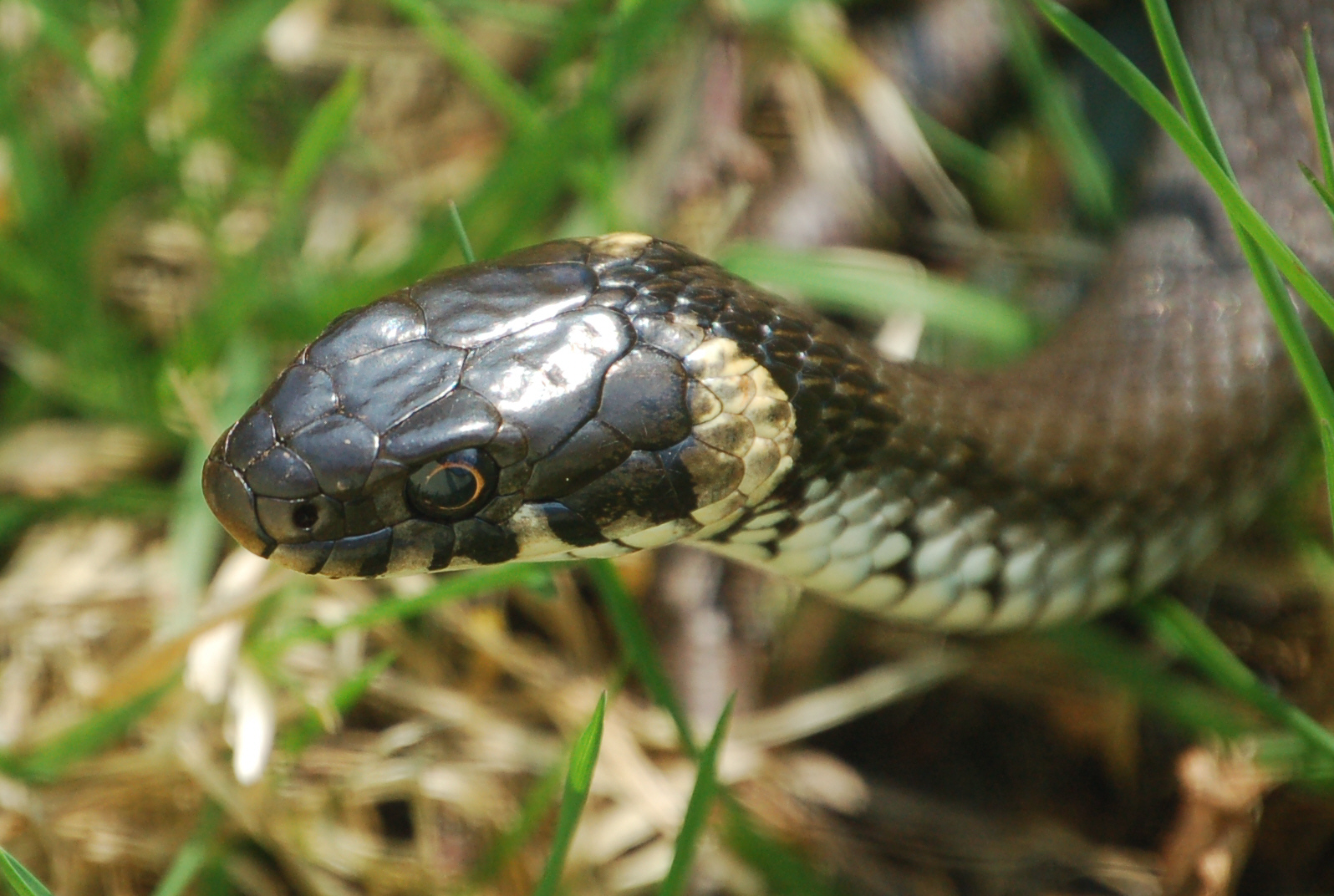
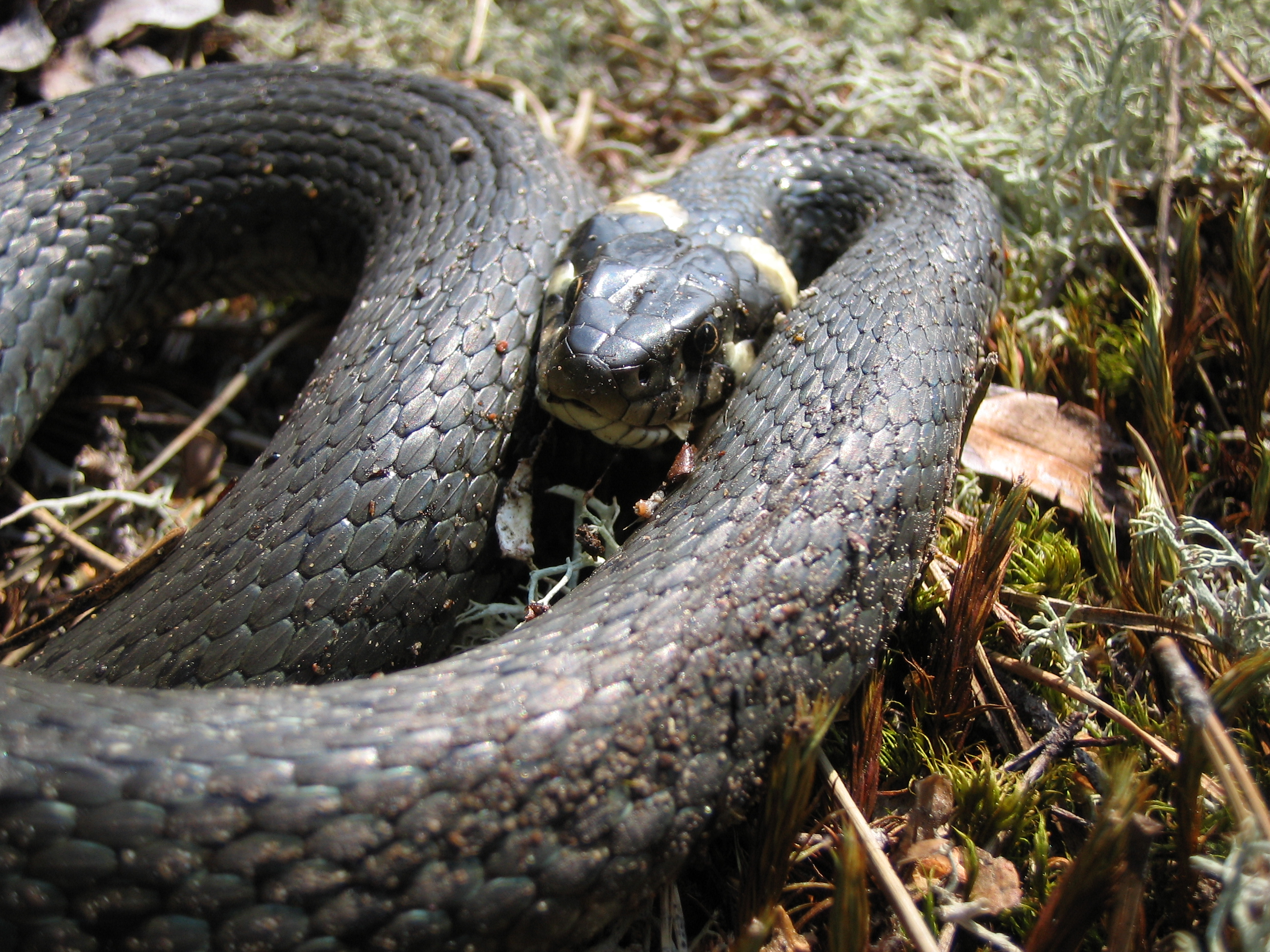
Exemplar de Suècia